# Hongqi EHS7
Hongqi Tiangong 08 (кит. 红旗天工08) или Hongqi EHS7 — среднеразмерный электромобиль-кроссовер, выпускающийся с 2024 года подразделением Hongqi компании FAW.

## Описание
Hongqi EHS7 был представлен 14 октября 2024 года на Парижском автосалоне для европейского рынка. 12 ноября 2024 года автомобиль был представлен в Шэньчжэне на выставке China FAW Hongqi Brand New Energy Night. Первая модель серии Hongqi Tiangong Tiangong была запущена в производство в декабре 2024 года в Китае.

## Технические характеристики
Заднеприводный Hongqi EHS7 оснащён одним электродвигателем мощностью 253 кВт (339 л. с.), в то время как полноприводный Hongqi EHS7 оснащён двумя электродвигателями (мощность переднего электродвигателя составляет 202 кВт (271 л. с.)). Максимальная скорость составляет 200 км/ч. Аккумуляторы: тройной литиевый ёмкостью 111 кВт⋅ч и литий-железо-фосфатный. Запас хода заднеприводной модели составляет 730 км, а полноприводной — 680 км по циклу CLTC.